# Casa Grimoldi

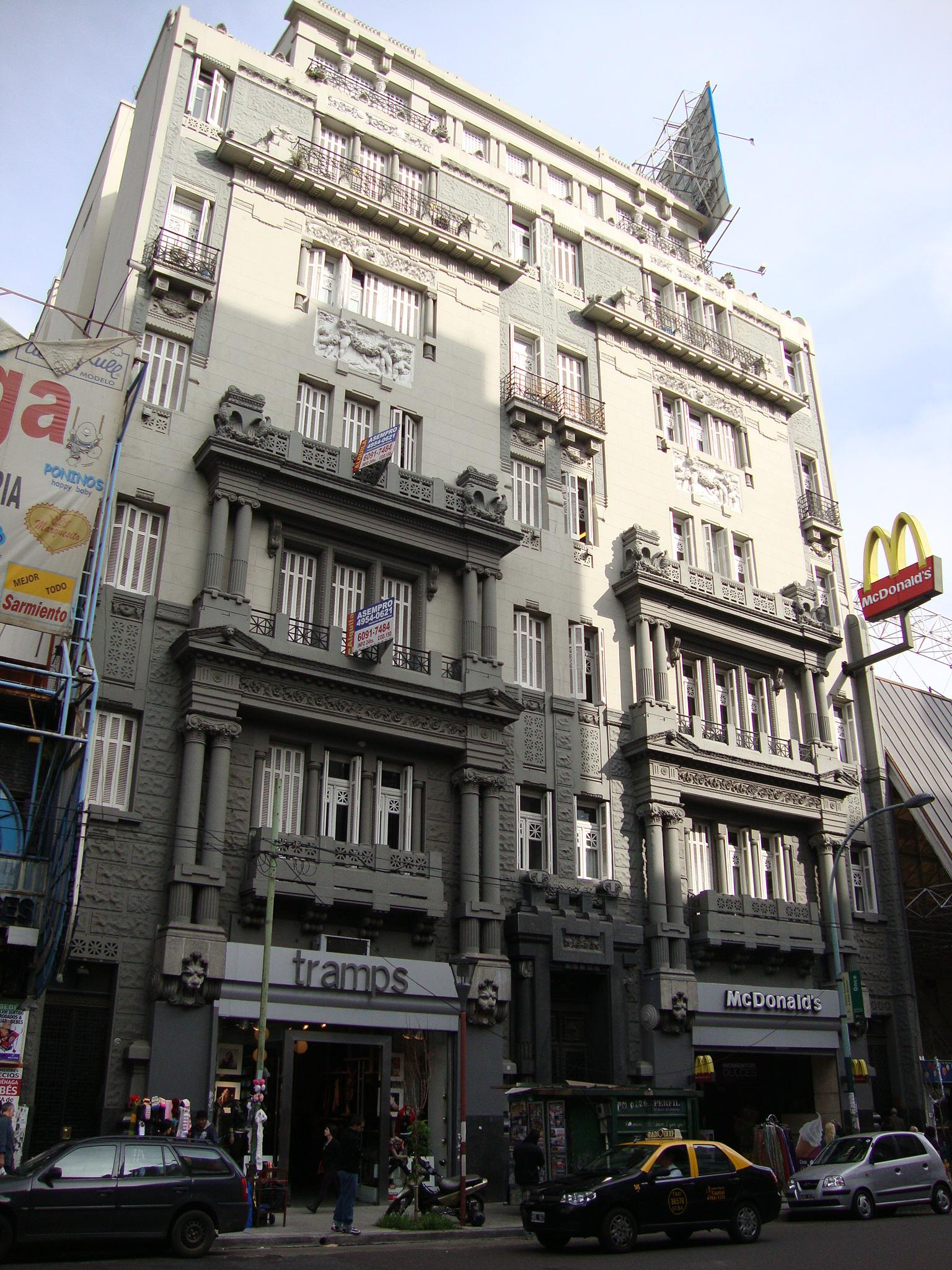
La Casa Grimoldi

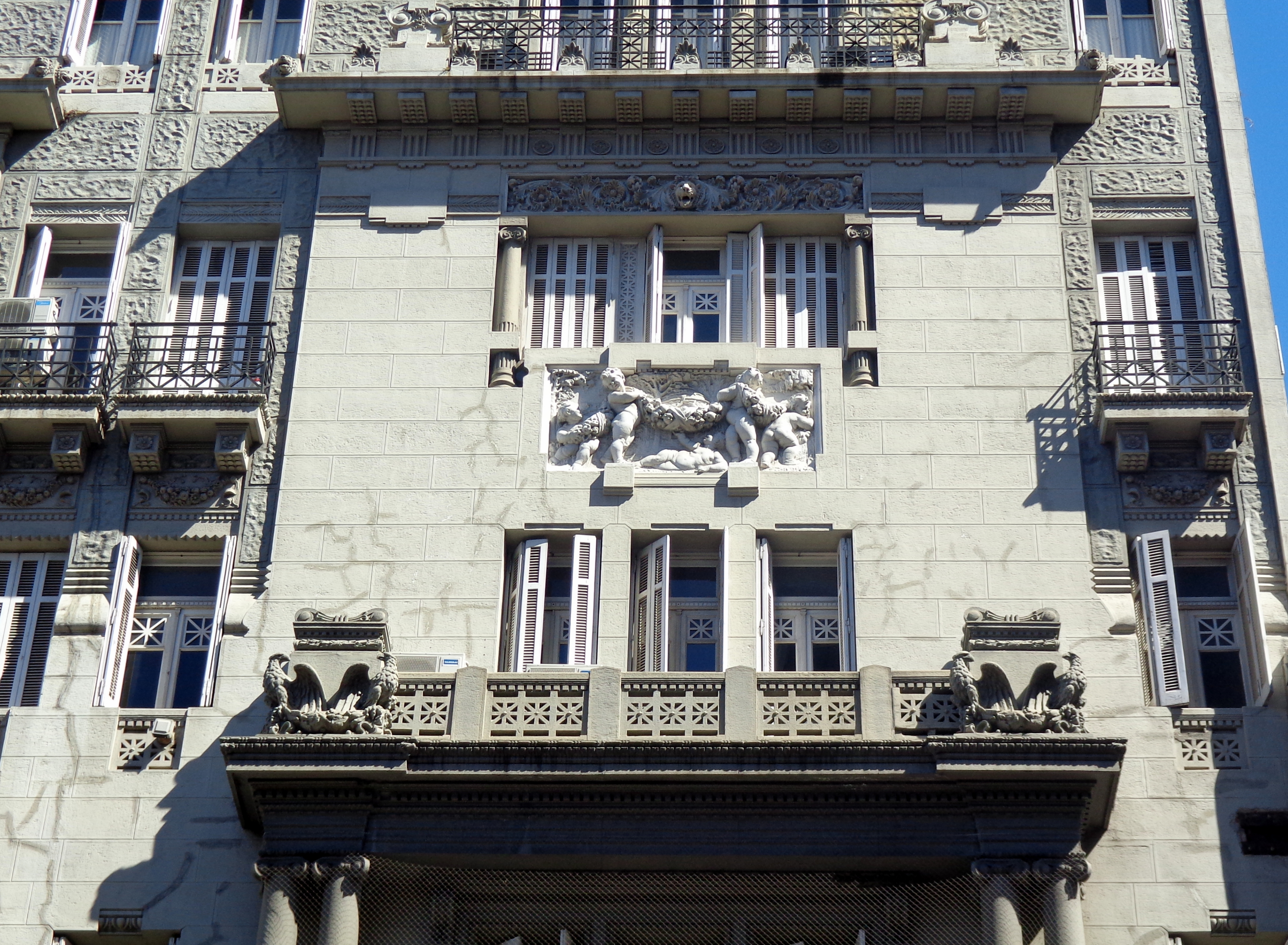
Bajorrelieve de la fachada.

La Casa Grimoldi es un gran edificio de viviendas con locales comerciales que se destaca en el sector del barrio de Balvanera de la Avenida Corrientes, dirección 2548-72 (entre las calles Paso y Larrea), en la ciudad de Buenos Aires, Argentina.
Fue proyectado por el arquitecto milanés Virginio Colombo, uno de los máximos representantes de la corriente Liberty del modernismo, para el empresario Alberto Grimoldi. El edificio es la obra de mayor volumen (suma alrededor de 8200 m² de superficie cubierta) realizada por Colombo, y fue construido por A. Battaini en 1918.
Erigida sobre un excepcional terreno de más de 80 metros de profundidad y 24 m de frente, la Casa Grimoldi está organizada en un subsuelo, planta baja con locales comerciales y acceso a las viviendas, y seis pisos altos (el último, retirado de la línea de fachada). En cuanto a las plantas, las viviendas se organizan en tres cuerpos, alrededor de dos "patios de aire y luz", y la escalera del edificio se recuesta sobre el primero de ellos.
Son 19 departamentos de 50 m², que fueron propiedades de renta de Grimoldi, repartidos entre los pisos 1.º y 3.º, el 4.º tiene departamentos de 250 m² y el 5.º y 6.º piso del primer cuerpo conforman lo que originalmente era la vivienda de Grimoldi, con un jardín de invierno incluido. El inmenso terreno fue aprovechado al máximo, según era costumbre de la época, dejando muy reducidos espacios de aire, un rasgo criticado del edificio. Los dos cuerpos siguientes tienen menos lujo, y apuntaban a sectores de la clase media.
Sin embargo, lo que destaca al Edificio Grimoldi es su decoración, particularmente la de su frente. Es de estilo ecléctico, ya que combina elementos del modernismo (corriente Liberty milanés) con ornamentos de distintos estilos históricos de Italia, como el pompeyano o el etrusco. Otros motivos decorativos son característicos del propio Colombo, como las cabezas de leones, las águilas o los cráneos vacunos.
La fachada es simétrica, posee tres entradas a las viviendas (Corrientes 2548, 2554 y 2560), que encierran los dos locales comerciales, el basamento revestido en piedra llega al primer piso, sigue un desarrollo que va del piso 3.º al 4.º y un remate que destaca la vivienda de Grimoldi, con sus dos pisos. Bajo las ventanas del 4.º piso se encuentran dos bajorrelieves con figuras femeninas y querubines.
Los pasillos de acceso que llevan a las circulaciones verticales están revestidos en mármol y adornados con bajorrelieves tallados en la piedra, o sobre en yeso. En el interior, se destacan los vitrales con patrones sencillos característicos del art nouveau, con vidrios de colores variados. Sobre el primer patio de aire y luz cruza un puente a la altura del 5.º piso, que une las dos mitades de la vivienda de Grimoldi.